# Stržiški potok
Stržiški potok je povirni pritok Čanjskega potoka, ki teče skozi vas Čanje v občini Sevnica. Kot levi pritok se izliva v reko Savo. 